# Exochus saigusai
Exochus saigusai là một loài tò vò trong họ Ichneumonidae.